# Tajný rada
Císařský tajný rada (německy kaiserlicher Geheimrat, starým pravopisem Geheimrath), později císařsko-královský tajný rada (většinou zapisovaný jako c. k. tajný rada) a konečně císařský a královský tajný rada (c. a k. tajný rada) byl původně rádcem císaře, členem dvorského úřadu zvaného tajná rada, který založil Ferdinand I. Habsburský (římským králem v letech 1531–1564, císařem od roku 1556) v roce 1527. Od 20. let 17. století se však začal proměňovat v čestný úřad a měl tedy spíše reprezentativní funkci. Souviselo to se strmým nárůstem počtu nositelů tohoto úřadu. Zatímco v 16. století se počet tajných radů pohyboval v rozmezí pěti až 10 šlechticů, za Ferdinanda II. (císařem 1619–1637) už to bylo 20 jedinců (1628) a za vlády jeho vnuka Leopolda I. (císařem 1657–1705) dokonce kolem sto deseti osob (1700). Za Josefa I. Habsburského (císařem 1705–1711) vzrostl jejich počet na 164.
Už v roce 1669 byla vytvořena tajná konference, která nahradila tajnou radu jako poradní orgán panovníka především v zahraniční politice a kterou tvořilo maximálně deset skutečných tajných radů. Hodnost skutečných tajných radů dlouho označovala fakticky činné příslušníky císařových poradních orgánů, později se však i ona proměnila ve formální titul, protože někteří z těchto šlechticů dlouhodobě pobývali mimo Vídeň.
Čestný titul tajného rady potvrzoval jeho nositeli, že patřil ke dvoru nejurozenějšího světského vládce Evropy, a při nejrůznějších dvorských slavnostech mu garantoval přednostní postavení. V hierarchii rozhodoval služební věk šlechtice. Teprve po tajných radech následovali císařští komorníci a jedinci, kteří nedosáhli ani na jeden z čestných úřadů. Naopak o stupínek výše byl titul skutečného tajného rady. Z pestrého davu císařského dvora se vedle komorníků a tajných radů dále vydělovali rytíři Zlatého rouna. Čestný titul existoval až do zániku Rakousko-uherské monarchie v roce 1918.

## Vznik čestného úřadu
Protože tajným radům náleželo u habsburského dvora nejpřednější postavení, byl jejich počet původně velmi nízký a ve starších dobách byl spojen většinou jen s držbou nejvyšších dvorských úřadů. Na počátku 17. století ale došlo k zásadní změně, když se začalo rozlišovat mezi skutečnými tajnými rady (wirkliche geheime Räte) a titulárními tajnými rady (geheime Räte ad honores). Obě skupiny sice tvořily tzv. stálý doprovod knížete, ale jen prvním náleželo privilegium jeho nejvyšších poradců. Titulární tajní radové měli pouze právo přístupu ke dvoru, kde jim náleželo zvláštní privilegované postavení, ale místo skutečných pravomocí vykonávali jen určité čestné povinnosti. Na počátku 18. století se tajní radové rozdělili dokonce do několika skupin odstupňovaných i výší tax. Tajný rada bez hodnosti (Geheimer Rat ohne Rang) tak musel od roku 1720 za své jmenování zaplatit 1000 zlatých, tajný rada s hodností, ale bez místa a hlasu (Geheimer Rat mit Rang ohne session und voto) 1500 zlatých. Pokud byl titulární tajný rada (tzv. dekretista) jmenován radou skutečným, stála ho tato hodnost ještě dalších 1500 zlatých. Protože od roku 1753 nebyli tajní radové k jednáním o státních záležitostech již zváni, začal se rozdíl mezi titulárními a skutečnými postupně stírat a Josef II. již jmenoval pouze skutečné tajné rady.
Do roku 1740 jim náležel titul císařský tajný rada, protože je do jejich hodností jmenoval výlučně římský císař. Během vlády Karla VII. (císařem 1742–1745) ale Marie Terezie jako česká a uherská královna jmenovala královské tajné rady a po nástupu Františka I. Štěpána na říšský trůn pak všem radům, stejně jako i úřadům a jiným institucím dědičných zemí, náležel titul císařsko-královský (kaiserlich-königlich). Nejvyšším listem císaře Františka Josefa I. ze 17. října 1889 byl tento stav s ohledem na přání Uherska změněn a vojsko, společné úřady a samozřejmě také tajní radové užívali označení císařský a královský (kaiserlich und königlich).

## Postavení tajných radů v Rakousku (Rakousko-Uhersku)
Tajní radové stáli na prvním místě stupnice dvorských hodnostářů. Šlo o nejvyšší hodnost v celém Rakousko-Uhersku, jejíž nositelé měli nárok na titul Excelence (Exzellenz) a zvláštní uniformu. Pouze tento titul otevíral cestu do dvorské společnosti i neurozeným a novošlechticům, protože nebyl vázán na průkaz původu. To však rozhodně neznamenalo, že se tyto osoby zároveň staly i členy první společnosti monarchie otevřené jen aristokracii. Navíc až do šedesátých let 19. století mezi tajnými rady jednoznačně dominovali aristokraté a jejich počet výrazně klesl až později. Přesto však ještě kolem roku 1878 nebyl tajným radou žádný skutečný zástupce podnikatelské nové nobility a dokonce i rodina Rothschildů se po dlouhou dobu musela smířit s faktem, že peníze nejsou kouzelným klíčem ke všem dveřím. Většina neurozených tajných radů totiž i v pozdější době pocházela převážně z řad generality a vysoké byrokracie, profesních skupin, které byly největšími příjemci řádů monarchie. A právě tyto osoby často získávaly nejvyšší třídy řádů Leopoldova a Železné koruny, se kterými byl až do roku 1884 spojen automatický zisk titulu tajného rady. Přestože po tomto datu byla tato hodnost udílena jen panovníkovým nejvyšším rozhodnutím, majoritní podíl úředníků a generality mezi tajnými rady zůstal zachován.
Až do roku 1918 představovali tajní radové privilegovanou skupinu, třebaže jejich skutečná práva byla minimální. Povinnosti tajných radů se omezovaly na přítomnost při zvláštních dvorských slavnostech a státních aktech, mezi které patřily například renunciace arcivévodkyň. V takovém případě se dostavovali na zvláštní pozvání a působili jako svědkové. Jejich postavení bylo kodifikováno dvorským hodnostním řádem z roku 1873. Nejvýše postaveným tajným radou byl ministr c. a k. domu a zahraničních věcí, který se při dvorských slavnostech řadil bezprostředně za nejvyššího hofmistra a hlavy mediatizovaných knížecích rodů. Teprve za nimi stáli ostatní členové mediatizovaných knížecích rodů a hlavy a členové knížecích rodů nepatřících k vysoké šlechtě.
Pak teprve měl své místo nejvyšší komoří, nejvyšší maršálek, nejvyšší štolba, tři nejvyšší dvorští hodnostáři, kteří museli být zároveň c. (a) k. komořími, a druhý nejvyšší hofmistr. Na dalších stupních stály hlavy mediatizovaných hraběcích rodů a předlitavský a zalitavský ministerský předseda následováni ostatními tajnými rady seřazenými podle data jmenování.
Na rozdíl od komořích, stolníků a pážat nebyli tajní radové podřízeni žádnému ze čtyř zmíněných nejvyšších dvorských hodnostářů. Pouze úřad dvorského maršálka vyřizoval potřebnou administrativu, protože vedl jejich soupis a zval je na oficiální akce ke dvoru.

## Tajní radové (výběr)
Letopočet udává rok jmenování

### 16. století
- Jáchym z Hradce (1526–1565)
- Jiří mladší Popel z Lobkowicz (1556–1590)
- Ladislav IV. Popel z Lobkowicz (1566–1621)
- Jáchym Novohradský z Kolovrat
- Zdeněk Vojtěch Popel z Lobkovic (1568–1628)

### 17. století
- 1644 Oldřich František Libštejnský z Kolovrat
- 1660 František Eusebius z Pöttingu
- 1677 Ferdinand Bonaventura z Harrachu
- 1678 Karel Ferdinand z Valdštejna
- 1683 Ferdinand Vilém Eusebius ze Schwarzenbergu
- 1685 Dominik Ondřej z Kounic
- 1687 Jan Adam I. z Lichtenštejna[5]
- 1688 Antonín František Collalto
- 1700 Václav Antonín Chotek
- Kryštof Ferdinand Popel z Lobkowicz
- Arnošt Josef z Valdštejna
- Humprecht Jan Černín
- Jan Leopold z Trautsonu
- Jiří Adam II. Bořita z Martinic
- Ferdinand August z Lobkovic
- Maxmilián Valentin z Martinic
- Maxmilián Quido z Martinic
- Jan Bedřich z Trauttmansdorffu
- Václav Vojtěch ze Šternberka
- František Vilém Popel z Lobkowicz
- Oldřich Adam Popel z Lobkowicz
- František Karel Libštejnský z Kolovrat
- Bernard Ignác Jan z Martinic
- Michael Jan III. z Althannu
- Karel Maxmilián Thurn-Valsassina
- Filip Zikmund z Ditrichštejna
- Ignác Karel ze Šternberka (asi 1640–1700)
- Bohuslav Jiří Krakowský z Kolowrat
- František Antonín Berka z Dubé († 1706)
- František Josef z Oppersdorfu (1660–1714) (nebo až začátkem 18. století)
- Jan František Krakowský z Kolowrat (1649–1723) (nebo až začátkem 18. století)
- František Leopold ze Šternberka (1680 (1681) – 1745) (nebo až začátkem 18. století)

### 18. století
- 1712 nebo 1713 (?) Adam František ze Schwarzenbergu
- 1715 František Ferdinand Kinský [6] (1678–1741)
- 1717 Jan Arnošt Antonín Schaffgotsch (1675–1747)
- 1718 František Josef z Valdštejna (1680–1722)
- 1720 Maxmilián Oldřich z Kounic (1679–1746)
- 1723 Antonín Rombald Collalto (1681–1740)[7]
- 1723 Jan Adam z Questenberka (1678–1752)
- 1743 Václav Antonín Chotek
- 1744 Václav Kazimír Netolický z Eisenberka (1700–1760)
- 1745 František Leopold Buquoy (1703–1767)
- 1753 Josef I. Adam ze Schwarzenbergu (1722–1782)
- 1780 Prokop Lažanský z Bukové
- 1780 Ferdinand Trauttmansdorff
- 1797 Maximilian Baillet von Latour
- Karel Gotthard ze Schaffgotsche
- František Josef Černín z Chudenic
- Filip Nerius Krakovský z Kolovrat
- Walter Xaver z Ditrichštejna
- Karel Egon I. z Fürstenbergu
- Štěpán Vilém Kinský (1679–1749)
- Dominik Ondřej II. z Kounic
- Josef Vilém Nostic
- František Xaver Věžník (1711–1789)
- František Josef Heissler († 1753)
- František Adam ze Šternberka (1711–1789)
- Jan Nepomuk I. ze Šternberka (1713–1798)

### 19. století
- 1801 František Josef Kinský
- 1803 Prokop II. Lažanský z Bukové
- 1827 Alois Ugarte (mladší)
- 1862 Emanuel Dubský z Třebomyslic
- 1863 Jan Larisch-Mönnich (1821–1884)
- 1863 Richard Belcredi (1823–1902)[8]
- 1868 Ferdinand Trauttmansdorff
- 1872 Leopold II. Mořic ze Šternberka
- 1883 Jiří Kristián Lobkowicz
- 1891 Karel Emanuel ze Žerotína
- Eugen Karel Czernin z Chudenic
- Alfons Friedrich Mensdorff-Pouilly
- August Longin Lobkowicz
- Karel Inzaghi
- Jaroslav Šternberk
- Adalbert Widmann (1804–1888)

### 20. století
- 1910 Ludvík Egbert Belcredi (1856–1914)[8]
- 1914 František Maria Harrach

## Skuteční tajní radové (výběr)

### 17. století
- 1681 Jan Jiří Jáchym Slavata z Chlumu a Košumberka
- 1694 František Josef Šlik (1656–1740)[9]
- Maximilián Norbert Krakowský z Kolowrat (1660–1721)

### 18. století
- 1703 Jan Václav z Gallasu
- 1716 Antonín Jan Nostic
- 1720 Vilém Albrecht II. Krakowský z Kolowrat
- 1729 Antonín Rombald Collalto (1681–1740)[7]
- 1742 (16. 9.) František Jindřich Šlik[10]
- Emanuel Václav Krakowský z Kolowrat
- Leopold Vilém Krakowský z Kolowrat
- Jan Adam I. z Lichtenštejna[11]
- Walter Xaver z Ditrichštejna[12]
- František Ferdinand Kinský[13]

### 19. století
- Josef Karel z Ditrichštejna (nebo už konec 18. století)
- František Xaver Krakowský z Kolowrat
- Rudolf Stadion